# Vineque da Bulgária
Vineque (em búlgaro: Винех; romaniz.: Vinekh) foi um cã búlgaro do século VIII. De acordo com a Nominalia dos Cãs Búlgaros, Vineque reinou por sete anos e era membro do clã Vokil, que é provavelmente a mesma família de seus antecessor. De acordo com a cronologia desenvolvida por Moskov, ele teria reinado de 754 a 762 enquanto que outras cronologias datam seu reino entre 756 e 762. Nenhuma delas, contudo, concorda inteiramente com a Nominalia.

## História

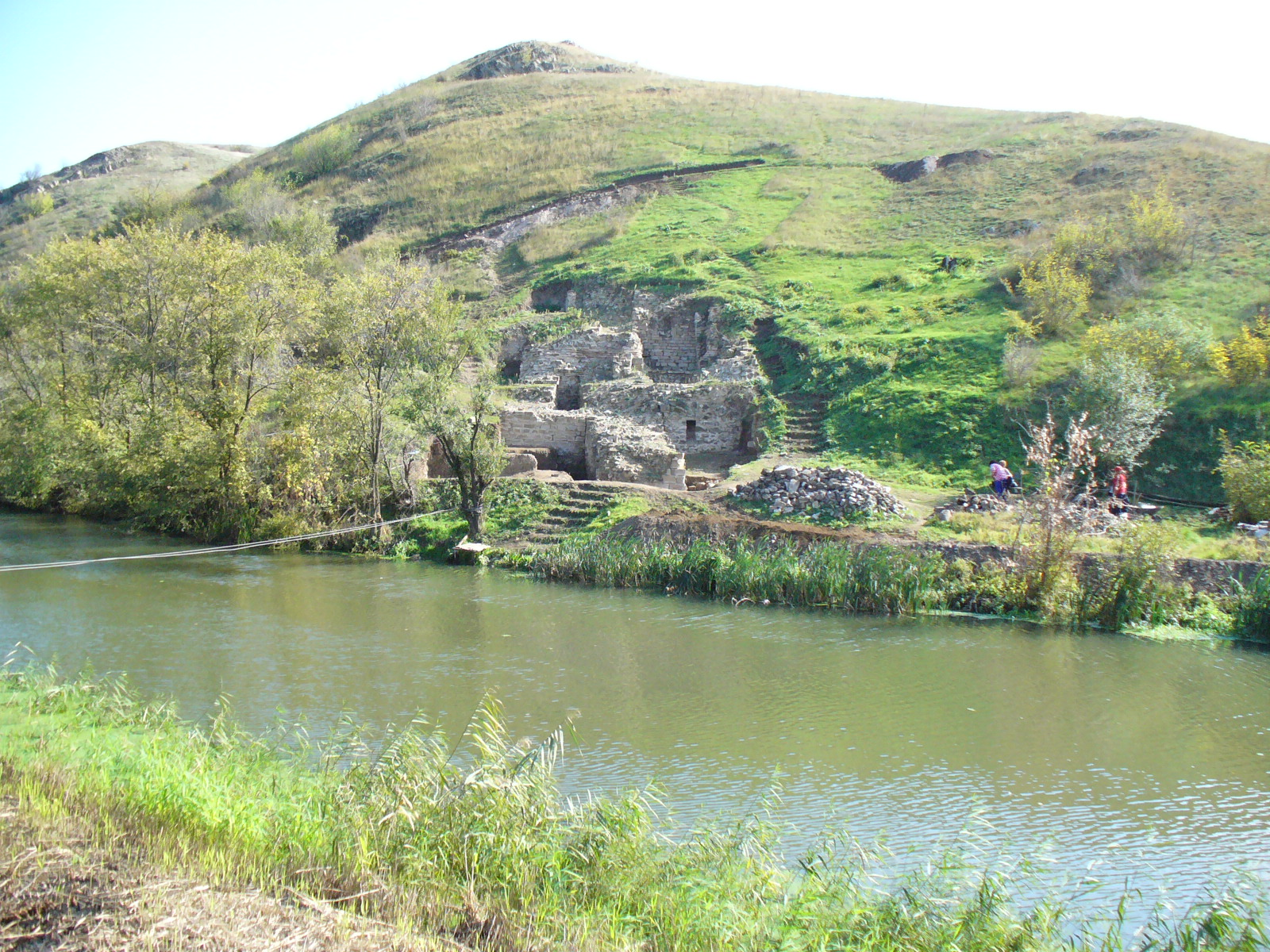
Castelo de Marcela.

Vineque ascendeu ao trono depois da derrota de seu antecessor, Cormiso, pelo imperador bizantino Constantino V Coprônimo, o que fez com que alguns acadêmicos assumissem que ele seria um usurpador. Por volta de 756, Constantino V invadiu a Bulgária por mar e por terra, derrotando o exército búlgaro liderado por Vineque na Batalha de Marcela (Karnobat). O cã derrotado tentou a paz e chegou a enviar seus filhos como reféns. Em 759, Constantino V invadiu a Bulgária novamente, mas, desta vez, seu exército foi emboscado nos passos de montanha de Stara Planina na Batalha do Passo de Rishki. Vineque não perseguiu a vitória e tentou novamente firmar a paz, o que enfureceu a nobreza búlgara e ele acabou sendo morto juntamente com sua família.
A compilação do século XVII dos búlgaros do Volga, Ja'far Tarikh, uma obra cuja autenticidade é disputada, apresenta Buneque (Vineque) como o filho de uma irmã de Corimdezes (Cormiso), que teria lhe passado o trono pacificamente.